# جيم كورتين
جيم كورتين (بالإنجليزية: Jim Curtin)‏ هو مدرب كرة قدم ولاعب كرة قدم أمريكي في مركز الدفاع، ولد في 23 يونيو 1979 في Oreland, Pennsylvania ‏ في الولايات المتحدة. لعب مع شيكاغو فاير ونادي شيفاز يو إس أي.

## وصلات خارجية
- جيم كورتين على موقع الدوري الأمريكي (الإنجليزية)
- جيم كورتين على موقع قاعدة بيانات كرة القدم.إي يو (الإنجليزية)
- جيم كورتين على موقع Soccerway.com (الإنجليزية)
- جيم كورتين على موقع عالم كرة القدم.نت (الإنجليزية)